# 14. domobranski pehotni polk (Avstro-Ogrska)
Za druge 14. polke glejte 14. polk.
14. domobranski pehotni polk je bil pehotni polk avstro-ogrskega Domobranstva.

## Zgodovina
Polk je bil ustanovljen leta 1889. 

### Prva svetovna vojna
Polkovna narodnostna sestava leta 1914 je bila sledeča: 67% Čehov, 31% Nemcev in 2% drugih.
Naborni okraj polka je bil v Brnu in Jihlavi, pri čemer so bile polkovne enote garnizirane v Brnu.

## Poveljniki polka
- 1898: Karl Haller von Raitenbuch[2]
- 1914: Gustav von Zygadlowicz[1]